# Gattaca
Gattaca (conocida como Gattaca: experimento genético en Hispanoamérica) es una película estadounidense de ciencia ficción y drama de 1997, escrita y dirigida por Andrew Niccol y protagonizada por Ethan Hawke, Uma Thurman y Jude Law.
Producida por Danny DeVito, Michael Shamberg y Stacey Sher, la cinta fue candidata ese año a un Óscar a la mejor dirección artística.
La película presenta una visión biopunk de una sociedad futura impulsada por la eugenesia donde los niños potenciales son concebidos a través de la selección genética para asegurar que posean los mejores rasgos hereditarios de sus padres. La película se centra en Vincent Freeman, quien fue concebido fuera del programa de eugenesia y lucha por superar la discriminación genética para realizar su sueño de ir al espacio.
La película se basa en las preocupaciones sobre las tecnologías reproductivas que facilitan la eugenesia y las posibles consecuencias de tales desarrollos tecnológicos para la sociedad. También explora la idea del destino y las formas en que puede y gobierna vidas. Los personajes de Gattaca luchan continuamente tanto con la sociedad como consigo mismos para encontrar su lugar en el mundo y quiénes están destinados a ser según sus genes.
Gattaca es considerada como una película de culto y la historia ha sido descrita como una distopía transhumanista.

## Argumento
En un futuro no tan lejano, la eugenesia es común. Una base de datos de registro genético utiliza la biometría para clasificar a los creados como «válidos», mientras que los concebidos de forma natural y más susceptibles a trastornos genéticos se conocen como «inválidos» en la sociedad. 
La discriminación genética es ilegal, pero en la práctica, el perfil de genotipo se utiliza para identificar a los «válidos» para calificar para un empleo profesional con mejor paga, mientras que los «inválidos» son relegados a trabajos de baja categoría.
Vincent Freeman (Ethan Hawke) fue concebido de forma natural y su perfil genético indica una alta probabilidad de varios trastornos y una vida útil estimada de 30,2 años. Sus padres, lamentando su decisión, usan fecundación in vitro (FIV), diagnóstico genético preimplantacional (DGP) e ingeniería genética para crear a su segundo hijo, Anton (Loren Dean). 
Al crecer, los dos hermanos a menudo juegan al «juego de la gallina» nadando hacia el mar lo más lejos posible, y el primero que regresa a la orilla es considerado el perdedor; Vincent siempre pierde por su condición de debilidad. Vincent sueña con una carrera en viajes espaciales, pero siempre recuerda su inferioridad genética. Un día, Vincent desafía a Anton  a un juego de la gallina y está vez lo gana. Anton comienza a ahogarse en lo profundo del mar y Vincent lo salva. Poco después, Vincent se va de casa, molesto porque sus padres prefieren a Anton.
Años más tarde, Vincent por su origen inválido, trabaja limpiando espacios de oficinas, incluido el del millonario conglomerado de vuelos espaciales privados Gattaca Aerospace Corporation. Tiene la oportunidad de hacerse pasar por un válido usando muestras donadas de cabello, piel, sangre y orina de la ex estrella de natación Jerome Eugene Morrow (Jude Law), quien quedó paralítico después de ser atropellado por un automóvil, para trabajar en la gran Corporación Gattaca y ganar más dinero. 
Con la composición genética de Jerome, Vincent consigue un empleo en la Corporación Gattaca y es asignado como navegante para una próxima misión a Titán, la luna de Saturno, con un entrenamiento y paga valorado en mucho dinero, que permite vivir mejor y poder pagar la vida de comodidades que Jerome estaba acostumbrado a tener por ser un válido en la sociedad. Para ocultar su identidad de no válido en la Corporación Gattaca, Vincent debe acicalarse y restregarse meticulosamente todos los días para eliminar su propio material genético, que lo revela como inválido, pasar pruebas diarias de ADN e inclusive análisis de orina con las muestras que Jerome le entrega y ocultar su identidad con defecto cardíaco, para poder ser contratado en la Corporación Gattaca como una persona válida.
Cuando un administrador de Gattaca es asesinado una semana antes de un posible lanzamiento, la policía encuentra una de las pestañas de Vincent cerca de la escena del crimen. Al reconocerlo como un inválido en lugar de un empleado, inmediatamente asumen que el propietario es sospechoso del asesinato para no ser descubierto e inician una investigación. Durante esto, Vincent se acerca a una compañera de trabajo en Gattaca, Irene Cassini (Uma Thurman), con quien comparte una atracción mutua. Aunque ella es válida, Irene tiene un mayor riesgo accidental de insuficiencia cardíaca que le impedirá participar en cualquier misión espacial en el futuro. Vincent también se entera de que la parálisis de Jerome es autoinfligida; luego de colocarse la medalla de plata en los Juegos Olímpicos, queda en segundo lugar, Jerome se arrojó frente a un auto para tratar de suicidarse. Jerome sostiene que fue diseñado para ser el mejor, pero todavía no lo era, y sufre bajo la «carga de la perfección».
Vincent evade repetidamente el alcance de los investigadores del asesinato y las pruebas de ADN para encontrar a un inválido trabajando en la Corporación Gattaca. Finalmente se revela que Josef (Gore Vidal), uno de los directores y administradores de la Corporación Gattaca, mató al director de la misión al espacio de Gattaca, porque amenazó con cancelar la misión por motivos económicos. Vincent se entera de que el detective que cerró el caso es su hermano Anton, quien en consecuencia descubrió la presencia de Vincent en Gattaca y él es un inválido que no debería estar trabajando en Gattaca. 
Los hermanos se encuentran y Anton advierte a Vincent sobre sus acciones ilegales, es un fraude y suplantación de identidad para ganar más dinero a costa de Gattaca, pero Vincent afirma que ha llegado a este puesto por sus propios méritos, superando las adversidades de la vida que le ha tocado vivir. Anton, que no quiere creer esto, desafía a Vincent a un último juego de la gallina. Mientras los dos nadan por la noche, la nueva resistencia de Vincent sorprende a Anton, pero Vincent le revela en la vida que le ha tocado vivir, ganó al no ahorrar energía para nadar de regreso. Anton se da la vuelta y comienza a ahogarse, pero Vincent lo rescata de nuevo y lo lleva nadando de regreso a la orilla, y Anton se retira para evitar denunciar a su hermano por fraude en Gattaca.
En el día del lanzamiento, Jerome revela ha almacenado suficientes muestras de ADN en los refrigeradores de la lujosa casa alquilada, para que Vincent dure «dos vidas» a su regreso, y le da un sobre para abrir «arriba». Después de despedirse de Irene, Vincent se prepara para abordar la nave espacial, pero descubre que tienen una última prueba de orina, no estaba planeado en el lugar de lanzamiento de cohetes y actualmente no tiene con él ninguna de las muestras de orina de Jerome, podría revelar es inválido y dejarlo fuera de la misión al espacio en el último momento, pero se sorprende cuando el Dr. Lamar (Xander Berkeley), que supervisa los controles de salud a los empleados de Gattaca, revela discretamente conocer que Vincent se ha hecho pasar por válido en Gattaca burlando todos los controles para la gente válida, detectar a los inválidos por la amenaza de un fraude, derrotando al sistema, considerado por él injusto y discriminador. Lamar admite que su hijo admira a Vincent y se pregunta si él fue seleccionado genéticamente pero «no todo lo que prometieron», podría superar su potencial tal como lo ha hecho Vincent para trabajar en Gattaca en el futuro. El médico cambia los resultados de la prueba, lo que permite que Vincent pueda pasar como válido.
Cuando el cohete despega en su viaje programado al espacio, Jerome en su casa alquilada con el dinero que Vincent gana en Gattaca, se pone su medalla de natación y se inmola en el incinerador de su casa. En el espacio, Vincent abre la nota de Jerome para encontrar un mechón de cabello de Jerome. Al final de la película, Vincent reflexiona: «Para alguien que nunca estuvo destinado a este mundo, debo confesar que de repente me está costando mucho dejarlo. Claro, dicen que cada átomo de nuestro cuerpo alguna vez fue parte de una estrella. Tal vez no me quede; tal vez me voy a casa».

## Reparto
- Ethan Hawke como Vincent Freeman.
- Uma Thurman como Irene Cassini.
- Jude Law como Jerome Eugene Morrow.
- Gore Vidal como Director Josef.
- Loren Dean como Anton Freeman.
- Xander Berkeley como el Dr. Lamar
- Jayne Brook como Marie Freeman.
- Elias Koteas como Antonio Freeman.
- Blair Underwood como el médico genetista.
- Ernest Borgnine como el jefe de "Caesar".
- Tony Shalhoub como el vendedor.
- Alan Arkin como el Detective Hugo.
- Mason Gamble como Vincent de pequeño.
- Vincent Nielson como Anton de pequeño.
- Chad Christ como Vincent adolescente.
- William Lee Scott como Anton adolescente.

## Producción

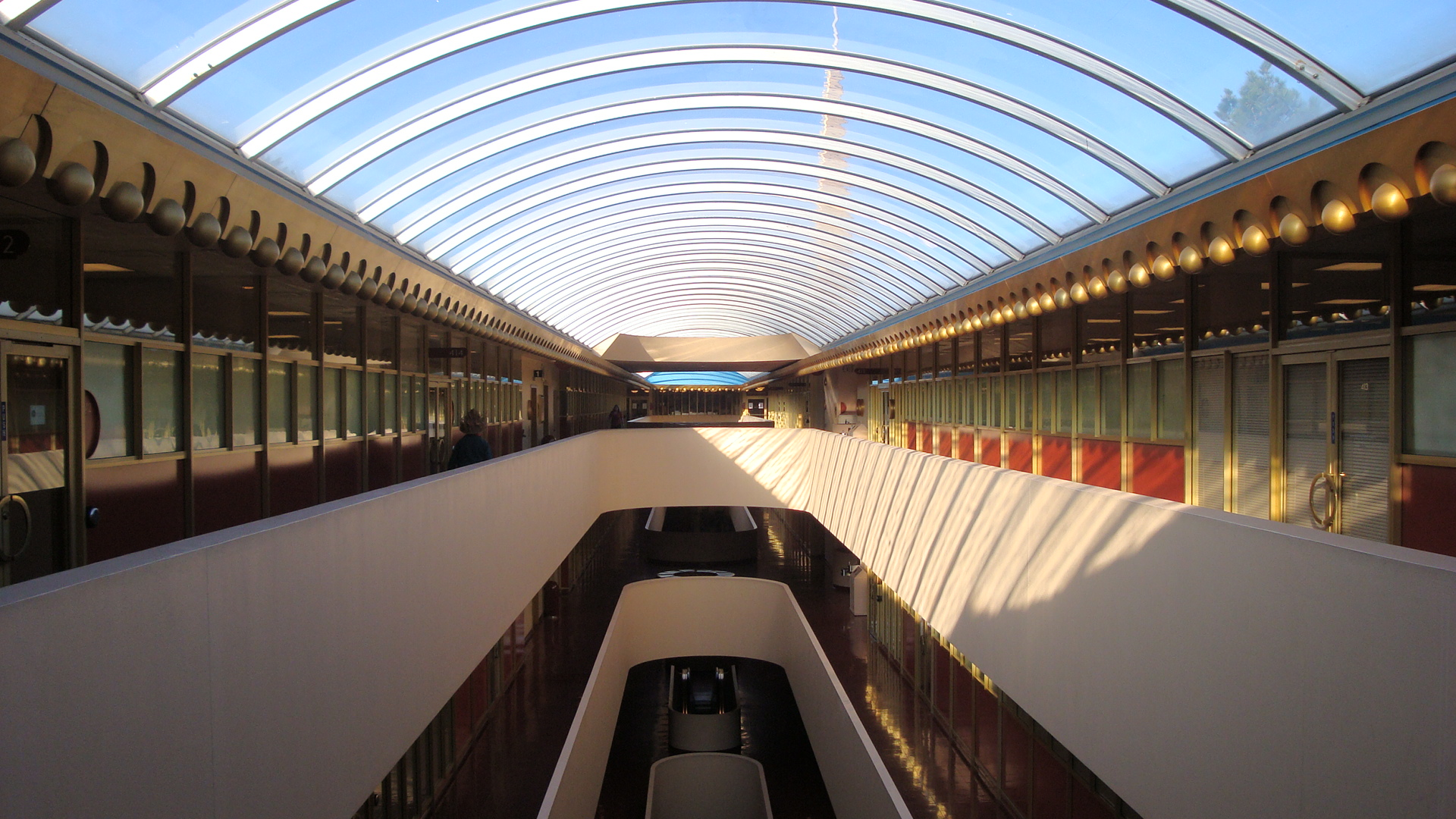
Centro Cívico del condado de Marin, en San Rafael (California).

El rodaje duró apenas tres meses, desde el 22 de abril hasta el 16 de julio de 1996.

### Localizaciones

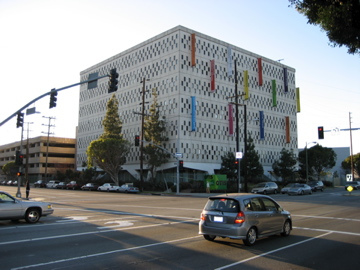
Facultad de Arte y Diseño Otis, en Los Ángeles.

Toda la película fue rodada en diversas localizaciones del estado de California (Estados Unidos): para los exteriores y algunas de las escenas en interiores se utilizó
el Marin County Civic Center de San Rafael, obra del arquitecto Frank Lloyd Wright.
Los exteriores de la casa del protagonista se filmaron en la Universidad Politécnica Estatal de California, en la ciudad de San Luis Obispo (California); y las escenas en el aparcamiento corresponden al Otis College of Art and Design, ubicado en el bulevar Lincoln 9045, en la ciudad de Los Ángeles.
Otras localizaciones incluyen
la presa Sepúlveda,
el instituto de Culver City,
el recinto deportivo The Forum, en Inglewood (California),
la playa de La Jolla, en San Diego (California) y
las instalaciones de la estación de generación de energía solar KJC Solar Farm, además de otros lugares de Los Ángeles como el ayuntamiento o el teatro de la calle Broadway.

## Temas
Se considera que la historia de Gattaca alberga un razonable parecido con la novela Un mundo feliz, de Aldous Huxley, en lo referente a la manipulación genética; creando válidos e inválidos, a los que se les preasigna un trabajo u otro por su condición genética.
No se debe confundir con el libro Gataca, de Franck Thilliez, que ―aunque menciona el tema de la genética― no tiene nada en común con el guion de Andrew Niccol.
El título de la película es una secuencia de ADN (guanina, adenina, timina, timina, adenina, citosina, adenina).
La simbología genética es omnipresente, y el principal exponente de esto es la gran escalera espiral del apartamento del protagonista, que si bien se la observa de otra forma es similar a un ADN, o también en el segundo nombre de Jerome, Eugene, que en griego significa ‘bien creado’.